# Copa Argentina de Futsal 2024
La Copa Argentina de Futsal 2024 fue la octava edición de la competición, organizada por la Asociación del Fútbol Argentino. 
La competencia contó, en su fase final, con la participación de sesenta y cuatro equipos: los dieciocho que disputaron la Primera División 2024; los dieciocho de la Primera B 2024; y los veintiocho clasificados de la fase preliminar.
Consagró campeón por primera vez a Franja de Oro, tras vencer por 5 a 4 en los penales a Independiente en la final, clasificando a la Liga Nacional 2024 y a la Supercopa 2025.

## Formato
La competencia fue dividida en dos etapas:
- La Fase preliminar, subdividida en Fase Regional y Fase Metropolitana:
  - Fase Regional: organizada por el Consejo Federal, iba a otorgar dos clasificados.
  - Fase Metropolitana: disputada por todos los equipos de los campeonatos de la AFA, dieciocho clasificados de la Asociación Rosarina de Fútbol y dos equipos invitados, dividido en siete fases. Los equipos de Primera C, Rosario e invitados accedieron directamente a la segunda fase, mientras los equipos de Primera División y Primera accedieron la tercera fase.
- La Fase final, disputada por los cuatro clasificados.

### Modificaciones
La Fase Final fue ampliada a sesenta y cuatro clasificados, reduciendo la Fase preliminar a las dos primeras fases de la Fase Metropolitana, clasificando los equipos de Primera División y Primera B a la Fase final.

## Equipos participantes

### Primera División
| 17 de Agosto           | América del Sud | Atlanta            | Barracas Central            |
| Boca Juniors           | Camioneros      | Ferro Carril Oeste | Gimnasia y Esgrima La Plata |
| Glorias                | Hebraica        | Independiente      | Jorge Newbery               |
| Kimberley              | Nueva Chicago   | Pinocho            | Racing                      |
| San Lorenzo de Almagro | SECLA           |                    |                             |

### Primera B
| Almafuerte        | Alvear        | Argentinos Juniors | Arsenal           |
| Asturiano         | Banfield      | Country Club       | El Talar          |
| Estrella de Boedo | Franja de Oro | Metalúrgico        | Newell's Old Boys |
| Nueva Estrella    | Pacífico      | Platense           | River Plate       |
| Villa La Ñata     | UNLaM         |                    |                   |

### Primera C
| All Boys         | Círculo de Comunidad                  | Estrella de Maldonado | Estudiantil Porteño  |
| General Lamadrid | Gimnasia y Esgrima de Vélez Sarsfield | Huracán               | Juventud de Tapiales |
| Libertadores     | Merlo                                 | Mirinaque             | Dep. Morón           |
| Parque           | Primera Junta                         | UAI Urquiza           | Unión (E)            |
| Vélez Sarsfield  | Villa Modelo                          |                       |                      |

### Primera D
| 25 de Mayo             | Banco Provincia         | BPNA              | Caballito Juniors     |
| Chacarita Juniors      | Comunicaciones          | Deportivo Riestra | Dock Sud              |
| Don Bosco              | El Campito              | El Ciclón         | El Porvenir           |
| El Progreso            | Estudiantes de La Plata | Estrella Federal  | Excursionistas        |
| Ferro Carril Oeste (M) | Hurlingham              | Sp. Italiano      | Justo José de Urquiza |
| Juvencia               | Juventud Unida (C)      | La Matanza        | Monte Viejo           |
| Puerto Nuevo           | Reconquista             | Rosario Central   | San Martín (T)        |
| Tigre                  | Vélez Sarsfield (M)     | Villa Heredia     | Villa Malcolm         |

### Asociación Rosarina
| Aurora (R)     | Náu. Avellaneda (R) | Banco Nación (R)    | Central Córdoba (R) |
| Echesortu      | GON                 | Horizonte           | Jockey Club (R)     |
| Parquefield    | Provincial          | Regatas (R)         | Remeros Alberdi     |
| Río Negro (R)  | Rosario Row.        | Sagrado Corazón (R) | Talleres (R)        |
| Tiro Suizo (R) | USAR                |                     |                     |

### Invitados
| Brown | Colegiales |  |

## Fase preliminar

### Primera fase
| Fecha      |  | Local                   | Resultado | Visitante              |
| ---------- |  | ----------------------- | --------- | ---------------------- |
| 14 de mayo |  | Don Bosco               | 4:1       | La Matanza             |
| 14 de mayo |  | Vélez Sarsfield (M)     | 2:2 (5:4) | Hurlingham             |
| 14 de mayo |  | El Progreso             | 1:1 (3:4) | Puerto Nuevo           |
| 14 de mayo |  | El Ciclón               | 3:3 (4:1) | Dock Sud               |
| 14 de mayo |  | Villa Malcolm           | 3:3 (2:4) | Sp. Italiano           |
| 14 de mayo |  | El Campito              | 4:5       | Estrella Federal       |
| 15 de mayo |  | Estudiantes de La Plata | 2:5       | BPNA                   |
| 15 de mayo |  | Comunicaciones          | 4:1       | Juvencia               |
| 15 de mayo |  | Rosario Central         | 5:1       | Caballito Juniors      |
| 15 de mayo |  | San Martín (T)          | 4:4 (4:5) | Monte Viejo            |
| 15 de mayo |  | Tigre                   | 4:3       | Deportivo Riestra      |
| 15 de mayo |  | Banco Provincia (MdP)   | 1:0       | Justo José de Urquiza  |
| 15 de mayo |  | Villa Heredia           | 7:4       | Juventud Unida (C)     |
| 15 de mayo |  | El Porvenir             | 4:9       | Chacarita Juniors      |
| 16 de mayo |  | Reconquista             | 2:3       | 25 de Mayo             |
| 16 de mayo |  | Excursionistas          | 1:3       | Ferro Carril Oeste (M) |

### Segunda fase
| Fecha      |  | Local                                 | Resultado | Visitante               |
| ---------- |  | ------------------------------------- | --------- | ----------------------- |
| 28 de mayo |  | Villa Modelo                          | 2:3       | Monte Viejo             |
| 28 de mayo |  | BPNA                                  | 5:0       | Talleres (R)            |
| 28 de mayo |  | Don Bosco                             | 4:1       | Tiro Suizo              |
| 28 de mayo |  | Mirinaque                             | 0:0 (4:5) | Dep. Morón              |
| 28 de mayo |  | Merlo                                 | 3:0       | Sportivo Avellaneda (R) |
| 29 de mayo |  | Provincial                            | 1:1 (3:2) | Comunicaciones          |
| 29 de mayo |  | Libertadores                          | 5:2       | Colegiales              |
| 29 de mayo |  | El Ciclón                             | 1:1 (5:4) | Villa Heredia           |
| 29 de mayo |  | Juventud de Tapiales                  | 3:4       | Vélez Sarsfield         |
| 29 de mayo |  | Círculo de Comunidad                  | 10:0      | Puerto Nuevo            |
| 29 de mayo |  | General Lamadrid                      | 1:4       | Estudiantil Porteño     |
| 29 de mayo |  | Primera Junta                         | 4:3       | Rosario Row.            |
| 29 de mayo |  | UAI Urquiza                           | 6:3       | Banco Nación (R)        |
| 29 de mayo |  | Gimnasia y Esgrima de Vélez Sarsfield | 1:0       | Río Negro (R)           |
| 29 de mayo |  | Ferro Carril Oeste (M)                | 6:0       | GON                     |
| 30 de mayo |  | Parque                                | 5:3       | Unión (E)               |
| 30 de mayo |  | Sp. Italiano                          | 4:3       | Aurora (R)              |
| 30 de mayo |  | 25 de Mayo                            | 4:0       | Brown                   |
| 4 de junio |  | Huracán                               | 6:2       | Echesortu               |
| 4 de junio |  | USAR                                  | 4:3       | Estrella de Maldonado   |
| 4 de junio |  | Central Córdoba (R)                   | 1:5       | All Boys                |
| 5 de junio |  | Horizonte                             | 5:5 (1:3) | Chacarita Juniors       |
| 5 de junio |  | Rosario Central                       | 0:4       | Jockey Club (R)         |
| 5 de junio |  | Parquefield                           | 5:6       | Estrella Federal        |
| 5 de junio |  | Sagrado Corazón (R)                   | 1:6       | Justo José de Urquiza   |
| 5 de junio |  | Remeros Alberdi                       | 4:1       | Temperley               |
| 5 de junio |  | Regatas (R)                           | 4:2       | Vélez Sarsfield (M)     |
| 6 de junio |  | Unión Central                         | 2:4       | Tigre                   |

## Fase final

### Cuadro de desarrollo
|  | Treintaidosavos de final                | Treintaidosavos de final                | Treintaidosavos de final    |        |                                         | Dieciseisavos de final      | Dieciseisavos de final | Dieciseisavos de final |  |                                         | Octavos de final  | Octavos de final | Octavos de final |  |                                         | Cuartos de final  | Cuartos de final | Cuartos de final |  |                                         | Semifinales                             | Semifinales         | Semifinales |  |  | Final                                   | Final         | Final |
|  |                                         |                                         |                             |        |                                         |                             |                        |                        |  |                                         |                   |                  |                  |  |                                         |                   |                  |                  |  |                                         |                                         |                     |             |  |  |                                         |               |       |
|  | Bandera de la Provincia de Buenos Aires | Independiente                           | 6                           |        |                                         |                             |                        |                        |  |                                         |                   |                  |                  |  |                                         |                   |                  |                  |  |                                         |                                         |                     |             |  |  |                                         |               |       |
|  | Bandera de la Provincia de Buenos Aires | Estrella Federal                        | 2                           |        |                                         |                             |                        |                        |  |                                         |                   |                  |                  |  |                                         |                   |                  |                  |  |                                         |                                         |                     |             |  |  |                                         |               |       |
|  | Bandera de la Provincia de Buenos Aires | Estrella Federal                        | 2                           |        | Bandera de la Provincia de Buenos Aires | Independiente               | 3                      |                        |  |                                         |                   |                  |                  |  |                                         |                   |                  |                  |  |                                         |                                         |                     |             |  |  |                                         |               |       |
|  |                                         |                                         |                             |        | Bandera de la Provincia de Buenos Aires | Independiente               | 3                      |                        |  |                                         |                   |                  |                  |  |                                         |                   |                  |                  |  |                                         |                                         |                     |             |  |  |                                         |               |       |
|  |                                         | Bandera de la Provincia de Santa Fe     | Remeros Alberdi             | 2      |                                         |                             |                        |                        |  |                                         |                   |                  |                  |  |                                         |                   |                  |                  |  |                                         |                                         |                     |             |  |  |                                         |               |       |
|  | Bandera de la Provincia de Buenos Aires | Bandera de la Provincia de Santa Fe     | Remeros Alberdi             | 2      | Glorias                                 | 2 (6)                       |                        |                        |  |                                         |                   |                  |                  |  |                                         |                   |                  |                  |  |                                         |                                         |                     |             |  |  |                                         |               |       |
|  | Bandera de la Provincia de Buenos Aires |                                         |                             |        | Glorias                                 | 2 (6)                       |                        |                        |  |                                         |                   |                  |                  |  |                                         |                   |                  |                  |  |                                         |                                         |                     |             |  |  |                                         |               |       |
|  | Bandera de la Provincia de Santa Fe     | Remeros Alberdi                         | 2 (7)                       |        |                                         |                             |                        |                        |  |                                         |                   |                  |                  |  |                                         |                   |                  |                  |  |                                         |                                         |                     |             |  |  |                                         |               |       |
|  | Bandera de la Provincia de Santa Fe     | Remeros Alberdi                         | 2 (7)                       |        |                                         |                             |                        |                        |  | Bandera de la Provincia de Buenos Aires | Independiente     | 5                |                  |  |                                         |                   |                  |                  |  |                                         |                                         |                     |             |  |  |                                         |               |       |
|  |                                         |                                         |                             |        |                                         |                             |                        |                        |  | Bandera de la Provincia de Buenos Aires | Independiente     | 5                |                  |  |                                         |                   |                  |                  |  |                                         |                                         |                     |             |  |  |                                         |               |       |
|  |                                         | Bandera de la Ciudad de Buenos Aires    | San Lorenzo de Almagro      | 0      |                                         |                             |                        |                        |  |                                         |                   |                  |                  |  |                                         |                   |                  |                  |  |                                         |                                         |                     |             |  |  |                                         |               |       |
|  | Bandera de la Ciudad de Buenos Aires    | Bandera de la Ciudad de Buenos Aires    | San Lorenzo de Almagro      | 0      | San Lorenzo de Almagro                  | 5                           |                        |                        |  |                                         |                   |                  |                  |  |                                         |                   |                  |                  |  |                                         |                                         |                     |             |  |  |                                         |               |       |
|  | Bandera de la Ciudad de Buenos Aires    |                                         |                             |        | San Lorenzo de Almagro                  | 5                           |                        |                        |  |                                         |                   |                  |                  |  |                                         |                   |                  |                  |  |                                         |                                         |                     |             |  |  |                                         |               |       |
|  | Bandera de la Ciudad de Buenos Aires    | Libertadores                            | 2                           |        |                                         |                             |                        |                        |  |                                         |                   |                  |                  |  |                                         |                   |                  |                  |  |                                         |                                         |                     |             |  |  |                                         |               |       |
|  | Bandera de la Ciudad de Buenos Aires    | Libertadores                            | 2                           |        | Bandera de la Ciudad de Buenos Aires    | San Lorenzo de Almagro      | 6                      |                        |  |                                         |                   |                  |                  |  |                                         |                   |                  |                  |  |                                         |                                         |                     |             |  |  |                                         |               |       |
|  |                                         |                                         |                             |        | Bandera de la Ciudad de Buenos Aires    | San Lorenzo de Almagro      | 6                      |                        |  |                                         |                   |                  |                  |  |                                         |                   |                  |                  |  |                                         |                                         |                     |             |  |  |                                         |               |       |
|  |                                         | Bandera de la Provincia de Buenos Aires | BPNA                        | 0      |                                         |                             |                        |                        |  |                                         |                   |                  |                  |  |                                         |                   |                  |                  |  |                                         |                                         |                     |             |  |  |                                         |               |       |
|  | Bandera de la Ciudad de Buenos Aires    | Bandera de la Provincia de Buenos Aires | BPNA                        | 0      | Atlanta                                 | 2 (2)                       |                        |                        |  |                                         |                   |                  |                  |  |                                         |                   |                  |                  |  |                                         |                                         |                     |             |  |  |                                         |               |       |
|  | Bandera de la Ciudad de Buenos Aires    |                                         |                             |        | Atlanta                                 | 2 (2)                       |                        |                        |  |                                         |                   |                  |                  |  |                                         |                   |                  |                  |  |                                         |                                         |                     |             |  |  |                                         |               |       |
|  | Bandera de la Provincia de Buenos Aires | BPNA                                    | 2 (3)                       |        |                                         |                             |                        |                        |  |                                         |                   |                  |                  |  |                                         |                   |                  |                  |  |                                         |                                         |                     |             |  |  |                                         |               |       |
|  | Bandera de la Provincia de Buenos Aires | BPNA                                    | 2 (3)                       |        |                                         |                             |                        |                        |  |                                         |                   |                  |                  |  | Bandera de la Provincia de Buenos Aires | Independiente     | 3                |                  |  |                                         |                                         |                     |             |  |  |                                         |               |       |
|  |                                         |                                         |                             |        |                                         |                             |                        |                        |  |                                         |                   |                  |                  |  | Bandera de la Provincia de Buenos Aires | Independiente     | 3                |                  |  |                                         |                                         |                     |             |  |  |                                         |               |       |
|  |                                         | Bandera de la Provincia de Buenos Aires | Gimnasia y Esgrima La Plata | 2      |                                         |                             |                        |                        |  |                                         |                   |                  |                  |  |                                         |                   |                  |                  |  |                                         |                                         |                     |             |  |  |                                         |               |       |
|  | Bandera de la Ciudad de Buenos Aires    | Bandera de la Provincia de Buenos Aires | Gimnasia y Esgrima La Plata | 2      | Boca Juniors                            | 7                           |                        |                        |  |                                         |                   |                  |                  |  |                                         |                   |                  |                  |  |                                         |                                         |                     |             |  |  |                                         |               |       |
|  | Bandera de la Ciudad de Buenos Aires    |                                         |                             |        | Boca Juniors                            | 7                           |                        |                        |  |                                         |                   |                  |                  |  |                                         |                   |                  |                  |  |                                         |                                         |                     |             |  |  |                                         |               |       |
|  | Bandera de la Provincia de Buenos Aires | Ferro Carril Oeste (M)                  | 1                           |        |                                         |                             |                        |                        |  |                                         |                   |                  |                  |  |                                         |                   |                  |                  |  |                                         |                                         |                     |             |  |  |                                         |               |       |
|  | Bandera de la Provincia de Buenos Aires | Ferro Carril Oeste (M)                  | 1                           |        | Bandera de la Ciudad de Buenos Aires    | Boca Juniors                | 4                      |                        |  |                                         |                   |                  |                  |  |                                         |                   |                  |                  |  |                                         |                                         |                     |             |  |  |                                         |               |       |
|  |                                         |                                         |                             |        | Bandera de la Ciudad de Buenos Aires    | Boca Juniors                | 4                      |                        |  |                                         |                   |                  |                  |  |                                         |                   |                  |                  |  |                                         |                                         |                     |             |  |  |                                         |               |       |
|  |                                         | Bandera de la Ciudad de Buenos Aires    | Alvear                      | 0      |                                         |                             |                        |                        |  |                                         |                   |                  |                  |  |                                         |                   |                  |                  |  |                                         |                                         |                     |             |  |  |                                         |               |       |
|  | Bandera de la Ciudad de Buenos Aires    | Bandera de la Ciudad de Buenos Aires    | Alvear                      | 0      | Alvear                                  | 4                           |                        |                        |  |                                         |                   |                  |                  |  |                                         |                   |                  |                  |  |                                         |                                         |                     |             |  |  |                                         |               |       |
|  | Bandera de la Ciudad de Buenos Aires    |                                         |                             |        | Alvear                                  | 4                           |                        |                        |  |                                         |                   |                  |                  |  |                                         |                   |                  |                  |  |                                         |                                         |                     |             |  |  |                                         |               |       |
|  | Bandera de la Ciudad de Buenos Aires    | Chacarita Juniors                       | 2                           |        |                                         |                             |                        |                        |  |                                         |                   |                  |                  |  |                                         |                   |                  |                  |  |                                         |                                         |                     |             |  |  |                                         |               |       |
|  | Bandera de la Ciudad de Buenos Aires    | Chacarita Juniors                       | 2                           |        |                                         |                             |                        |                        |  | Bandera de la Ciudad de Buenos Aires    | Boca Juniors      | 1 (4)            |                  |  |                                         |                   |                  |                  |  |                                         |                                         |                     |             |  |  |                                         |               |       |
|  |                                         |                                         |                             |        |                                         |                             |                        |                        |  | Bandera de la Ciudad de Buenos Aires    | Boca Juniors      | 1 (4)            |                  |  |                                         |                   |                  |                  |  |                                         |                                         |                     |             |  |  |                                         |               |       |
|  |                                         | Bandera de la Provincia de Buenos Aires | Gimnasia y Esgrima La Plata | 1 (5)  |                                         |                             |                        |                        |  |                                         |                   |                  |                  |  |                                         |                   |                  |                  |  |                                         |                                         |                     |             |  |  |                                         |               |       |
|  | Bandera de la Ciudad de Buenos Aires    | Bandera de la Provincia de Buenos Aires | Gimnasia y Esgrima La Plata | 1 (5)  | Gimnasia y Esgrima La Plata             | 4                           |                        |                        |  |                                         |                   |                  |                  |  |                                         |                   |                  |                  |  |                                         |                                         |                     |             |  |  |                                         |               |       |
|  | Bandera de la Ciudad de Buenos Aires    |                                         |                             |        | Gimnasia y Esgrima La Plata             | 4                           |                        |                        |  |                                         |                   |                  |                  |  |                                         |                   |                  |                  |  |                                         |                                         |                     |             |  |  |                                         |               |       |
|  | Bandera de la Ciudad de Buenos Aires    | Pinocho                                 | 3                           |        |                                         |                             |                        |                        |  |                                         |                   |                  |                  |  |                                         |                   |                  |                  |  |                                         |                                         |                     |             |  |  |                                         |               |       |
|  | Bandera de la Ciudad de Buenos Aires    | Pinocho                                 | 3                           |        | Bandera de la Provincia de Buenos Aires | Gimnasia y Esgrima La Plata | 4 (12)                 |                        |  |                                         |                   |                  |                  |  |                                         |                   |                  |                  |  |                                         |                                         |                     |             |  |  |                                         |               |       |
|  |                                         |                                         |                             |        | Bandera de la Provincia de Buenos Aires | Gimnasia y Esgrima La Plata | 4 (12)                 |                        |  |                                         |                   |                  |                  |  |                                         |                   |                  |                  |  |                                         |                                         |                     |             |  |  |                                         |               |       |
|  |                                         | Bandera de la Ciudad de Buenos Aires    | El Ciclón                   | 4 (11) |                                         |                             |                        |                        |  |                                         |                   |                  |                  |  |                                         |                   |                  |                  |  |                                         |                                         |                     |             |  |  |                                         |               |       |
|  | Bandera de la Ciudad de Buenos Aires    | Bandera de la Ciudad de Buenos Aires    | El Ciclón                   | 4 (11) | El Ciclón                               | 9                           |                        |                        |  |                                         |                   |                  |                  |  |                                         |                   |                  |                  |  |                                         |                                         |                     |             |  |  |                                         |               |       |
|  | Bandera de la Ciudad de Buenos Aires    |                                         |                             |        | El Ciclón                               | 9                           |                        |                        |  |                                         |                   |                  |                  |  |                                         |                   |                  |                  |  |                                         |                                         |                     |             |  |  |                                         |               |       |
|  | Bandera de la Provincia de Santa Fe     | Jockey Club (R)                         | 5                           |        |                                         |                             |                        |                        |  |                                         |                   |                  |                  |  |                                         |                   |                  |                  |  |                                         |                                         |                     |             |  |  |                                         |               |       |
|  | Bandera de la Provincia de Santa Fe     | Jockey Club (R)                         | 5                           |        |                                         |                             |                        |                        |  |                                         |                   |                  |                  |  |                                         |                   |                  |                  |  | Bandera de la Provincia de Buenos Aires | Independiente                           | 1 (3)               |             |  |  |                                         |               |       |
|  |                                         |                                         |                             |        |                                         |                             |                        |                        |  |                                         |                   |                  |                  |  |                                         |                   |                  |                  |  | Bandera de la Provincia de Buenos Aires | Independiente                           | 1 (3)               |             |  |  |                                         |               |       |
|  |                                         |                                         |                             |        |                                         |                             |                        |                        |  |                                         |                   |                  |                  |  |                                         |                   |                  |                  |  |                                         | Bandera de la Provincia de Buenos Aires | Estudiantil Porteño | 1 (2)       |  |  |                                         |               |       |
|  | Bandera de la Provincia de Buenos Aires | Racing                                  | 6                           |        |                                         |                             |                        |                        |  |                                         |                   |                  |                  |  |                                         |                   |                  |                  |  |                                         | Bandera de la Provincia de Buenos Aires | Estudiantil Porteño | 1 (2)       |  |  |                                         |               |       |
|  | Bandera de la Provincia de Buenos Aires | Racing                                  | 6                           |        |                                         |                             |                        |                        |  |                                         |                   |                  |                  |  |                                         |                   |                  |                  |  |                                         |                                         |                     |             |  |  |                                         |               |       |
|  | Bandera de la Provincia de Buenos Aires | Merlo                                   | 1                           |        |                                         |                             |                        |                        |  |                                         |                   |                  |                  |  |                                         |                   |                  |                  |  |                                         |                                         |                     |             |  |  |                                         |               |       |
|  | Bandera de la Provincia de Buenos Aires | Merlo                                   | 1                           |        | Bandera de la Provincia de Buenos Aires | Racing                      | 5                      |                        |  |                                         |                   |                  |                  |  |                                         |                   |                  |                  |  |                                         |                                         |                     |             |  |  |                                         |               |       |
|  |                                         |                                         |                             |        | Bandera de la Provincia de Buenos Aires | Racing                      | 5                      |                        |  |                                         |                   |                  |                  |  |                                         |                   |                  |                  |  |                                         |                                         |                     |             |  |  |                                         |               |       |
|  |                                         | Bandera de la Provincia de Buenos Aires | Justo José de Urquiza       | 0      |                                         |                             |                        |                        |  |                                         |                   |                  |                  |  |                                         |                   |                  |                  |  |                                         |                                         |                     |             |  |  |                                         |               |       |
|  | Bandera de la Provincia de Buenos Aires | Bandera de la Provincia de Buenos Aires | Justo José de Urquiza       | 0      | Justo José de Urquiza                   | 2 (4)                       |                        |                        |  |                                         |                   |                  |                  |  |                                         |                   |                  |                  |  |                                         |                                         |                     |             |  |  |                                         |               |       |
|  | Bandera de la Provincia de Buenos Aires |                                         |                             |        | Justo José de Urquiza                   | 2 (4)                       |                        |                        |  |                                         |                   |                  |                  |  |                                         |                   |                  |                  |  |                                         |                                         |                     |             |  |  |                                         |               |       |
|  | Bandera de la Ciudad de Buenos Aires    | Sp. Italiano                            | 2 (3)                       |        |                                         |                             |                        |                        |  |                                         |                   |                  |                  |  |                                         |                   |                  |                  |  |                                         |                                         |                     |             |  |  |                                         |               |       |
|  | Bandera de la Ciudad de Buenos Aires    | Sp. Italiano                            | 2 (3)                       |        |                                         |                             |                        |                        |  | Bandera de la Provincia de Buenos Aires | Racing            | 2                |                  |  |                                         |                   |                  |                  |  |                                         |                                         |                     |             |  |  |                                         |               |       |
|  |                                         |                                         |                             |        |                                         |                             |                        |                        |  | Bandera de la Provincia de Buenos Aires | Racing            | 2                |                  |  |                                         |                   |                  |                  |  |                                         |                                         |                     |             |  |  |                                         |               |       |
|  |                                         | Bandera de la Provincia de Buenos Aires | Banfield                    | 5      |                                         |                             |                        |                        |  |                                         |                   |                  |                  |  |                                         |                   |                  |                  |  |                                         |                                         |                     |             |  |  |                                         |               |       |
|  | Bandera de la Ciudad de Buenos Aires    | Bandera de la Provincia de Buenos Aires | Banfield                    | 5      | Ferro Carril Oeste                      | 3 (5)                       |                        |                        |  |                                         |                   |                  |                  |  |                                         |                   |                  |                  |  |                                         |                                         |                     |             |  |  |                                         |               |       |
|  | Bandera de la Ciudad de Buenos Aires    |                                         |                             |        | Ferro Carril Oeste                      | 3 (5)                       |                        |                        |  |                                         |                   |                  |                  |  |                                         |                   |                  |                  |  |                                         |                                         |                     |             |  |  |                                         |               |       |
|  | Bandera de la Ciudad de Buenos Aires    | River Plate                             | 3 (4)                       |        |                                         |                             |                        |                        |  |                                         |                   |                  |                  |  |                                         |                   |                  |                  |  |                                         |                                         |                     |             |  |  |                                         |               |       |
|  | Bandera de la Ciudad de Buenos Aires    | River Plate                             | 3 (4)                       |        | Bandera de la Ciudad de Buenos Aires    | Ferro Carril Oeste          | 2 (5)                  |                        |  |                                         |                   |                  |                  |  |                                         |                   |                  |                  |  |                                         |                                         |                     |             |  |  |                                         |               |       |
|  |                                         |                                         |                             |        | Bandera de la Ciudad de Buenos Aires    | Ferro Carril Oeste          | 2 (5)                  |                        |  |                                         |                   |                  |                  |  |                                         |                   |                  |                  |  |                                         |                                         |                     |             |  |  |                                         |               |       |
|  |                                         | Bandera de la Provincia de Buenos Aires | Banfield                    | 2 (6)  |                                         |                             |                        |                        |  |                                         |                   |                  |                  |  |                                         |                   |                  |                  |  |                                         |                                         |                     |             |  |  |                                         |               |       |
|  | Bandera de la Provincia de Buenos Aires | Bandera de la Provincia de Buenos Aires | Banfield                    | 2 (6)  | Banfield                                | 3                           |                        |                        |  |                                         |                   |                  |                  |  |                                         |                   |                  |                  |  |                                         |                                         |                     |             |  |  |                                         |               |       |
|  | Bandera de la Provincia de Buenos Aires |                                         |                             |        | Banfield                                | 3                           |                        |                        |  |                                         |                   |                  |                  |  |                                         |                   |                  |                  |  |                                         |                                         |                     |             |  |  |                                         |               |       |
|  | Bandera de la Provincia de Santa Fe     | Provincial                              | 2                           |        |                                         |                             |                        |                        |  |                                         |                   |                  |                  |  |                                         |                   |                  |                  |  |                                         |                                         |                     |             |  |  |                                         |               |       |
|  | Bandera de la Provincia de Santa Fe     | Provincial                              | 2                           |        |                                         |                             |                        |                        |  |                                         |                   |                  |                  |  | Bandera de la Provincia de Buenos Aires | Banfield          | 0                |                  |  |                                         |                                         |                     |             |  |  |                                         |               |       |
|  |                                         |                                         |                             |        |                                         |                             |                        |                        |  |                                         |                   |                  |                  |  | Bandera de la Provincia de Buenos Aires | Banfield          | 0                |                  |  |                                         |                                         |                     |             |  |  |                                         |               |       |
|  |                                         | Bandera de la Provincia de Buenos Aires | Estudiantil Porteño         | 1      |                                         |                             |                        |                        |  |                                         |                   |                  |                  |  |                                         |                   |                  |                  |  |                                         |                                         |                     |             |  |  |                                         |               |       |
|  | Bandera de la Provincia de Buenos Aires | Bandera de la Provincia de Buenos Aires | Estudiantil Porteño         | 1      | Asturiano                               | 2                           |                        |                        |  |                                         |                   |                  |                  |  |                                         |                   |                  |                  |  |                                         |                                         |                     |             |  |  |                                         |               |       |
|  | Bandera de la Provincia de Buenos Aires |                                         |                             |        | Asturiano                               | 2                           |                        |                        |  |                                         |                   |                  |                  |  |                                         |                   |                  |                  |  |                                         |                                         |                     |             |  |  |                                         |               |       |
|  | Bandera de la Ciudad de Buenos Aires    | Platense                                | 5                           |        |                                         |                             |                        |                        |  |                                         |                   |                  |                  |  |                                         |                   |                  |                  |  |                                         |                                         |                     |             |  |  |                                         |               |       |
|  | Bandera de la Ciudad de Buenos Aires    | Platense                                | 5                           |        | Bandera de la Ciudad de Buenos Aires    | Platense                    | 7                      |                        |  |                                         |                   |                  |                  |  |                                         |                   |                  |                  |  |                                         |                                         |                     |             |  |  |                                         |               |       |
|  |                                         |                                         |                             |        | Bandera de la Ciudad de Buenos Aires    | Platense                    | 7                      |                        |  |                                         |                   |                  |                  |  |                                         |                   |                  |                  |  |                                         |                                         |                     |             |  |  |                                         |               |       |
|  |                                         | Bandera de la Provincia de Buenos Aires | Monte Viejo                 | 2      |                                         |                             |                        |                        |  |                                         |                   |                  |                  |  |                                         |                   |                  |                  |  |                                         |                                         |                     |             |  |  |                                         |               |       |
|  | Bandera de la Provincia de Buenos Aires | Bandera de la Provincia de Buenos Aires | Monte Viejo                 | 2      | Monte Viejo                             | 8                           |                        |                        |  |                                         |                   |                  |                  |  |                                         |                   |                  |                  |  |                                         |                                         |                     |             |  |  |                                         |               |       |
|  | Bandera de la Provincia de Buenos Aires |                                         |                             |        | Monte Viejo                             | 8                           |                        |                        |  |                                         |                   |                  |                  |  |                                         |                   |                  |                  |  |                                         |                                         |                     |             |  |  |                                         |               |       |
|  | Bandera de la Provincia de Santa Fe     | USAR                                    | 4                           |        |                                         |                             |                        |                        |  |                                         |                   |                  |                  |  |                                         |                   |                  |                  |  |                                         |                                         |                     |             |  |  |                                         |               |       |
|  | Bandera de la Provincia de Santa Fe     | USAR                                    | 4                           |        |                                         |                             |                        |                        |  | Bandera de la Ciudad de Buenos Aires    | Platense          | 0                |                  |  |                                         |                   |                  |                  |  |                                         |                                         |                     |             |  |  |                                         |               |       |
|  |                                         |                                         |                             |        |                                         |                             |                        |                        |  | Bandera de la Ciudad de Buenos Aires    | Platense          | 0                |                  |  |                                         |                   |                  |                  |  |                                         |                                         |                     |             |  |  |                                         |               |       |
|  |                                         | Bandera de la Ciudad de Buenos Aires    | Estudiantil Porteño         | 6      |                                         |                             |                        |                        |  |                                         |                   |                  |                  |  |                                         |                   |                  |                  |  |                                         |                                         |                     |             |  |  |                                         |               |       |
|  | Bandera de la Ciudad de Buenos Aires    | Bandera de la Ciudad de Buenos Aires    | Estudiantil Porteño         | 6      | Jorge Newbery                           | 7                           |                        |                        |  |                                         |                   |                  |                  |  |                                         |                   |                  |                  |  |                                         |                                         |                     |             |  |  |                                         |               |       |
|  | Bandera de la Ciudad de Buenos Aires    |                                         |                             |        | Jorge Newbery                           | 7                           |                        |                        |  |                                         |                   |                  |                  |  |                                         |                   |                  |                  |  |                                         |                                         |                     |             |  |  |                                         |               |       |
|  | Bandera de la Ciudad de Buenos Aires    | UAI Urquiza                             | 2                           |        |                                         |                             |                        |                        |  |                                         |                   |                  |                  |  |                                         |                   |                  |                  |  |                                         |                                         |                     |             |  |  |                                         |               |       |
|  | Bandera de la Ciudad de Buenos Aires    | UAI Urquiza                             | 2                           |        | Bandera de la Ciudad de Buenos Aires    | Jorge Newbery               | 4                      |                        |  |                                         |                   |                  |                  |  |                                         |                   |                  |                  |  |                                         |                                         |                     |             |  |  |                                         |               |       |
|  |                                         |                                         |                             |        | Bandera de la Ciudad de Buenos Aires    | Jorge Newbery               | 4                      |                        |  |                                         |                   |                  |                  |  |                                         |                   |                  |                  |  |                                         |                                         |                     |             |  |  |                                         |               |       |
|  |                                         | Bandera de la Provincia de Buenos Aires | Estudiantil Porteño         | 7      |                                         |                             |                        |                        |  |                                         |                   |                  |                  |  |                                         |                   |                  |                  |  |                                         |                                         |                     |             |  |  |                                         |               |       |
|  | Bandera de la Provincia de Buenos Aires | Bandera de la Provincia de Buenos Aires | Estudiantil Porteño         | 7      | Estudiantil Porteño                     | 4                           |                        |                        |  |                                         |                   |                  |                  |  |                                         |                   |                  |                  |  |                                         |                                         |                     |             |  |  |                                         |               |       |
|  | Bandera de la Provincia de Buenos Aires |                                         |                             |        | Estudiantil Porteño                     | 4                           |                        |                        |  |                                         |                   |                  |                  |  |                                         |                   |                  |                  |  |                                         |                                         |                     |             |  |  |                                         |               |       |
|  | Bandera de la Provincia de Santa Fe     | Regatas (R)                             | 3                           |        |                                         |                             |                        |                        |  |                                         |                   |                  |                  |  |                                         |                   |                  |                  |  |                                         |                                         |                     |             |  |  |                                         |               |       |
|  |                                         |                                         |                             |        |                                         |                             |                        |                        |  |                                         |                   |                  |                  |  |                                         |                   |                  |                  |  |                                         |                                         |                     |             |  |  | Bandera de la Provincia de Buenos Aires | Independiente | 3 (4) |
|  |                                         |                                         |                             |        |                                         |                             |                        |                        |  |                                         |                   |                  |                  |  |                                         |                   |                  |                  |  |                                         |                                         |                     |             |  |  | Bandera de la Provincia de Buenos Aires | Independiente | 3 (4) |
|  |                                         |                                         |                             |        |                                         |                             |                        |                        |  |                                         |                   |                  |                  |  |                                         |                   |                  |                  |  |                                         |                                         |                     |             |  |  | Bandera de la Ciudad de Buenos Aires    | Franja de Oro | 3 (5) |
|  | Bandera de la Ciudad de Buenos Aires    | Kimberley                               | 4                           |        |                                         |                             |                        |                        |  |                                         |                   |                  |                  |  |                                         |                   |                  |                  |  |                                         |                                         |                     |             |  |  |                                         |               |       |
|  | Bandera de la Provincia de Buenos Aires | Círculo de Comunidad                    | 1                           |        |                                         |                             |                        |                        |  |                                         |                   |                  |                  |  |                                         |                   |                  |                  |  |                                         |                                         |                     |             |  |  |                                         |               |       |
|  | Bandera de la Provincia de Buenos Aires | Círculo de Comunidad                    | 1                           |        | Bandera de la Ciudad de Buenos Aires    | Kimberley                   | 3                      |                        |  |                                         |                   |                  |                  |  |                                         |                   |                  |                  |  |                                         |                                         |                     |             |  |  |                                         |               |       |
|  |                                         |                                         |                             |        | Bandera de la Ciudad de Buenos Aires    | Kimberley                   | 3                      |                        |  |                                         |                   |                  |                  |  |                                         |                   |                  |                  |  |                                         |                                         |                     |             |  |  |                                         |               |       |
|  |                                         | Bandera de la Provincia de Buenos Aires | SECLA                       | 6      |                                         |                             |                        |                        |  |                                         |                   |                  |                  |  |                                         |                   |                  |                  |  |                                         |                                         |                     |             |  |  |                                         |               |       |
|  | Bandera de la Provincia de Buenos Aires | Bandera de la Provincia de Buenos Aires | SECLA                       | 6      | SECLA                                   | 6                           |                        |                        |  |                                         |                   |                  |                  |  |                                         |                   |                  |                  |  |                                         |                                         |                     |             |  |  |                                         |               |       |
|  | Bandera de la Provincia de Buenos Aires |                                         |                             |        | SECLA                                   | 6                           |                        |                        |  |                                         |                   |                  |                  |  |                                         |                   |                  |                  |  |                                         |                                         |                     |             |  |  |                                         |               |       |
|  | Bandera de la Provincia de Buenos Aires | Tigre                                   | 0                           |        |                                         |                             |                        |                        |  |                                         |                   |                  |                  |  |                                         |                   |                  |                  |  |                                         |                                         |                     |             |  |  |                                         |               |       |
|  | Bandera de la Provincia de Buenos Aires | Tigre                                   | 0                           |        |                                         |                             |                        |                        |  | Bandera de la Provincia de Buenos Aires | SECLA             | 3                |                  |  |                                         |                   |                  |                  |  |                                         |                                         |                     |             |  |  |                                         |               |       |
|  |                                         |                                         |                             |        |                                         |                             |                        |                        |  | Bandera de la Provincia de Buenos Aires | SECLA             | 3                |                  |  |                                         |                   |                  |                  |  |                                         |                                         |                     |             |  |  |                                         |               |       |
|  |                                         | Bandera de la Ciudad de Buenos Aires    | Barracas Central            | 4      |                                         |                             |                        |                        |  |                                         |                   |                  |                  |  |                                         |                   |                  |                  |  |                                         |                                         |                     |             |  |  |                                         |               |       |
|  | Bandera de la Ciudad de Buenos Aires    | Bandera de la Ciudad de Buenos Aires    | Barracas Central            | 4      | Barracas Central                        | 5                           |                        |                        |  |                                         |                   |                  |                  |  |                                         |                   |                  |                  |  |                                         |                                         |                     |             |  |  |                                         |               |       |
|  | Bandera de la Ciudad de Buenos Aires    |                                         |                             |        | Barracas Central                        | 5                           |                        |                        |  |                                         |                   |                  |                  |  |                                         |                   |                  |                  |  |                                         |                                         |                     |             |  |  |                                         |               |       |
|  | Bandera de la Provincia de Buenos Aires | Arsenal                                 | 1                           |        |                                         |                             |                        |                        |  |                                         |                   |                  |                  |  |                                         |                   |                  |                  |  |                                         |                                         |                     |             |  |  |                                         |               |       |
|  | Bandera de la Provincia de Buenos Aires | Arsenal                                 | 1                           |        | Bandera de la Ciudad de Buenos Aires    | Barracas Central            | 6                      |                        |  |                                         |                   |                  |                  |  |                                         |                   |                  |                  |  |                                         |                                         |                     |             |  |  |                                         |               |       |
|  |                                         |                                         |                             |        | Bandera de la Ciudad de Buenos Aires    | Barracas Central            | 6                      |                        |  |                                         |                   |                  |                  |  |                                         |                   |                  |                  |  |                                         |                                         |                     |             |  |  |                                         |               |       |
|  |                                         | Bandera de la Provincia de Buenos Aires | Villa La Ñata               | 4      |                                         |                             |                        |                        |  |                                         |                   |                  |                  |  |                                         |                   |                  |                  |  |                                         |                                         |                     |             |  |  |                                         |               |       |
|  | Bandera de la Provincia de Buenos Aires | Bandera de la Provincia de Buenos Aires | Villa La Ñata               | 4      | Villa La Ñata                           | 3                           |                        |                        |  |                                         |                   |                  |                  |  |                                         |                   |                  |                  |  |                                         |                                         |                     |             |  |  |                                         |               |       |
|  | Bandera de la Provincia de Buenos Aires |                                         |                             |        | Villa La Ñata                           | 3                           |                        |                        |  |                                         |                   |                  |                  |  |                                         |                   |                  |                  |  |                                         |                                         |                     |             |  |  |                                         |               |       |
|  | Bandera de la Provincia de Buenos Aires | Don Bosco                               | 1                           |        |                                         |                             |                        |                        |  |                                         |                   |                  |                  |  |                                         |                   |                  |                  |  |                                         |                                         |                     |             |  |  |                                         |               |       |
|  | Bandera de la Provincia de Buenos Aires | Don Bosco                               | 1                           |        |                                         |                             |                        |                        |  |                                         |                   |                  |                  |  | Bandera de la Ciudad de Buenos Aires    | Barracas Central  | 6                |                  |  |                                         |                                         |                     |             |  |  |                                         |               |       |
|  |                                         |                                         |                             |        |                                         |                             |                        |                        |  |                                         |                   |                  |                  |  | Bandera de la Ciudad de Buenos Aires    | Barracas Central  | 6                |                  |  |                                         |                                         |                     |             |  |  |                                         |               |       |
|  |                                         | Bandera de la Provincia de Buenos Aires | Metalúrgico                 | 9      |                                         |                             |                        |                        |  |                                         |                   |                  |                  |  |                                         |                   |                  |                  |  |                                         |                                         |                     |             |  |  |                                         |               |       |
|  | Bandera de la Ciudad de Buenos Aires    | Bandera de la Provincia de Buenos Aires | Metalúrgico                 | 9      | América del Sud                         | 5                           |                        |                        |  |                                         |                   |                  |                  |  |                                         |                   |                  |                  |  |                                         |                                         |                     |             |  |  |                                         |               |       |
|  | Bandera de la Ciudad de Buenos Aires    |                                         |                             |        | América del Sud                         | 5                           |                        |                        |  |                                         |                   |                  |                  |  |                                         |                   |                  |                  |  |                                         |                                         |                     |             |  |  |                                         |               |       |
|  | Bandera de la Ciudad de Buenos Aires    | All Boys                                | 2                           |        |                                         |                             |                        |                        |  |                                         |                   |                  |                  |  |                                         |                   |                  |                  |  |                                         |                                         |                     |             |  |  |                                         |               |       |
|  | Bandera de la Ciudad de Buenos Aires    | All Boys                                | 2                           |        | Bandera de la Ciudad de Buenos Aires    | América del Sud             | 4                      |                        |  |                                         |                   |                  |                  |  |                                         |                   |                  |                  |  |                                         |                                         |                     |             |  |  |                                         |               |       |
|  |                                         |                                         |                             |        | Bandera de la Ciudad de Buenos Aires    | América del Sud             | 4                      |                        |  |                                         |                   |                  |                  |  |                                         |                   |                  |                  |  |                                         |                                         |                     |             |  |  |                                         |               |       |
|  |                                         | Bandera de la Provincia de Buenos Aires | Dep. Morón                  | 1      |                                         |                             |                        |                        |  |                                         |                   |                  |                  |  |                                         |                   |                  |                  |  |                                         |                                         |                     |             |  |  |                                         |               |       |
|  | Bandera de la Ciudad de Buenos Aires    | Bandera de la Provincia de Buenos Aires | Dep. Morón                  | 1      | Parque                                  | 0                           |                        |                        |  |                                         |                   |                  |                  |  |                                         |                   |                  |                  |  |                                         |                                         |                     |             |  |  |                                         |               |       |
|  | Bandera de la Ciudad de Buenos Aires    |                                         |                             |        | Parque                                  | 0                           |                        |                        |  |                                         |                   |                  |                  |  |                                         |                   |                  |                  |  |                                         |                                         |                     |             |  |  |                                         |               |       |
|  | Bandera de la Provincia de Buenos Aires | Dep. Morón                              | 2                           |        |                                         |                             |                        |                        |  |                                         |                   |                  |                  |  |                                         |                   |                  |                  |  |                                         |                                         |                     |             |  |  |                                         |               |       |
|  | Bandera de la Provincia de Buenos Aires | Dep. Morón                              | 2                           |        |                                         |                             |                        |                        |  | Bandera de la Ciudad de Buenos Aires    | América del Sud   | 2 (4)            |                  |  |                                         |                   |                  |                  |  |                                         |                                         |                     |             |  |  |                                         |               |       |
|  |                                         |                                         |                             |        |                                         |                             |                        |                        |  | Bandera de la Ciudad de Buenos Aires    | América del Sud   | 2 (4)            |                  |  |                                         |                   |                  |                  |  |                                         |                                         |                     |             |  |  |                                         |               |       |
|  |                                         | Bandera de la Provincia de Buenos Aires | Metalúrgico                 | 2 (5)  |                                         |                             |                        |                        |  |                                         |                   |                  |                  |  |                                         |                   |                  |                  |  |                                         |                                         |                     |             |  |  |                                         |               |       |
|  | Bandera de la Ciudad de Buenos Aires    | Bandera de la Provincia de Buenos Aires | Metalúrgico                 | 2 (5)  | Hebraica                                | 7                           |                        |                        |  |                                         |                   |                  |                  |  |                                         |                   |                  |                  |  |                                         |                                         |                     |             |  |  |                                         |               |       |
|  | Bandera de la Ciudad de Buenos Aires    |                                         |                             |        | Hebraica                                | 7                           |                        |                        |  |                                         |                   |                  |                  |  |                                         |                   |                  |                  |  |                                         |                                         |                     |             |  |  |                                         |               |       |
|  | Bandera de la Ciudad de Buenos Aires    | Argentinos Juniors                      | 5                           |        |                                         |                             |                        |                        |  |                                         |                   |                  |                  |  |                                         |                   |                  |                  |  |                                         |                                         |                     |             |  |  |                                         |               |       |
|  | Bandera de la Ciudad de Buenos Aires    | Argentinos Juniors                      | 5                           |        | Bandera de la Ciudad de Buenos Aires    | Hebraica                    | 5                      |                        |  |                                         |                   |                  |                  |  |                                         |                   |                  |                  |  |                                         |                                         |                     |             |  |  |                                         |               |       |
|  |                                         |                                         |                             |        | Bandera de la Ciudad de Buenos Aires    | Hebraica                    | 5                      |                        |  |                                         |                   |                  |                  |  |                                         |                   |                  |                  |  |                                         |                                         |                     |             |  |  |                                         |               |       |
|  |                                         | Bandera de la Provincia de Buenos Aires | Metalúrgico                 | 6      |                                         |                             |                        |                        |  |                                         |                   |                  |                  |  |                                         |                   |                  |                  |  |                                         |                                         |                     |             |  |  |                                         |               |       |
|  | Bandera de la Ciudad de Buenos Aires    | Bandera de la Provincia de Buenos Aires | Metalúrgico                 | 6      | Nueva Estrella                          | 4                           |                        |                        |  |                                         |                   |                  |                  |  |                                         |                   |                  |                  |  |                                         |                                         |                     |             |  |  |                                         |               |       |
|  | Bandera de la Ciudad de Buenos Aires    |                                         |                             |        | Nueva Estrella                          | 4                           |                        |                        |  |                                         |                   |                  |                  |  |                                         |                   |                  |                  |  |                                         |                                         |                     |             |  |  |                                         |               |       |
|  | Bandera de la Provincia de Buenos Aires | Metalúrgico                             | 6                           |        |                                         |                             |                        |                        |  |                                         |                   |                  |                  |  |                                         |                   |                  |                  |  |                                         |                                         |                     |             |  |  |                                         |               |       |
|  | Bandera de la Provincia de Buenos Aires | Metalúrgico                             | 6                           |        |                                         |                             |                        |                        |  |                                         |                   |                  |                  |  |                                         |                   |                  |                  |  | Bandera de la Provincia de Buenos Aires | Metalúrgico                             | 1                   |             |  |  |                                         |               |       |
|  |                                         |                                         |                             |        |                                         |                             |                        |                        |  |                                         |                   |                  |                  |  |                                         |                   |                  |                  |  | Bandera de la Provincia de Buenos Aires | Metalúrgico                             | 1                   |             |  |  |                                         |               |       |
|  |                                         |                                         |                             |        |                                         |                             |                        |                        |  |                                         |                   |                  |                  |  |                                         |                   |                  |                  |  |                                         | Bandera de la Ciudad de Buenos Aires    | Franja de Oro       | 7           |  |  |                                         |               |       |
|  | Bandera de la Ciudad de Buenos Aires    | Estrella de Boedo                       | 4                           |        |                                         |                             |                        |                        |  |                                         |                   |                  |                  |  |                                         |                   |                  |                  |  |                                         | Bandera de la Ciudad de Buenos Aires    | Franja de Oro       | 7           |  |  |                                         |               |       |
|  | Bandera de la Ciudad de Buenos Aires    | Estrella de Boedo                       | 4                           |        |                                         |                             |                        |                        |  |                                         |                   |                  |                  |  |                                         |                   |                  |                  |  |                                         |                                         |                     |             |  |  |                                         |               |       |
|  | Bandera de la Provincia de Buenos Aires | 25 de Mayo                              | 1                           |        |                                         |                             |                        |                        |  |                                         |                   |                  |                  |  |                                         |                   |                  |                  |  |                                         |                                         |                     |             |  |  |                                         |               |       |
|  | Bandera de la Provincia de Buenos Aires | 25 de Mayo                              | 1                           |        | Bandera de la Ciudad de Buenos Aires    | Estrella de Boedo           | 6                      |                        |  |                                         |                   |                  |                  |  |                                         |                   |                  |                  |  |                                         |                                         |                     |             |  |  |                                         |               |       |
|  |                                         |                                         |                             |        | Bandera de la Ciudad de Buenos Aires    | Estrella de Boedo           | 6                      |                        |  |                                         |                   |                  |                  |  |                                         |                   |                  |                  |  |                                         |                                         |                     |             |  |  |                                         |               |       |
|  |                                         | Bandera de la Ciudad de Buenos Aires    | Primera Junta               | 2      |                                         |                             |                        |                        |  |                                         |                   |                  |                  |  |                                         |                   |                  |                  |  |                                         |                                         |                     |             |  |  |                                         |               |       |
|  | Bandera de la Provincia de Buenos Aires | Bandera de la Ciudad de Buenos Aires    | Primera Junta               | 2      | Almafuerte                              | 1                           |                        |                        |  |                                         |                   |                  |                  |  |                                         |                   |                  |                  |  |                                         |                                         |                     |             |  |  |                                         |               |       |
|  | Bandera de la Provincia de Buenos Aires |                                         |                             |        | Almafuerte                              | 1                           |                        |                        |  |                                         |                   |                  |                  |  |                                         |                   |                  |                  |  |                                         |                                         |                     |             |  |  |                                         |               |       |
|  | Bandera de la Ciudad de Buenos Aires    | Primera Junta                           | 5                           |        |                                         |                             |                        |                        |  |                                         |                   |                  |                  |  |                                         |                   |                  |                  |  |                                         |                                         |                     |             |  |  |                                         |               |       |
|  | Bandera de la Ciudad de Buenos Aires    | Primera Junta                           | 5                           |        |                                         |                             |                        |                        |  | Bandera de la Ciudad de Buenos Aires    | Estrella de Boedo | 2                |                  |  |                                         |                   |                  |                  |  |                                         |                                         |                     |             |  |  |                                         |               |       |
|  |                                         |                                         |                             |        |                                         |                             |                        |                        |  | Bandera de la Ciudad de Buenos Aires    | Estrella de Boedo | 2                |                  |  |                                         |                   |                  |                  |  |                                         |                                         |                     |             |  |  |                                         |               |       |
|  |                                         | Bandera de la Provincia de Santa Fe     | Newell's Old Boys           | 1      |                                         |                             |                        |                        |  |                                         |                   |                  |                  |  |                                         |                   |                  |                  |  |                                         |                                         |                     |             |  |  |                                         |               |       |
|  | Bandera de la Ciudad de Buenos Aires    | Bandera de la Provincia de Santa Fe     | Newell's Old Boys           | 1      | Pacífico                                | 4                           |                        |                        |  |                                         |                   |                  |                  |  |                                         |                   |                  |                  |  |                                         |                                         |                     |             |  |  |                                         |               |       |
|  | Bandera de la Ciudad de Buenos Aires    |                                         |                             |        | Pacífico                                | 4                           |                        |                        |  |                                         |                   |                  |                  |  |                                         |                   |                  |                  |  |                                         |                                         |                     |             |  |  |                                         |               |       |
|  | Bandera de la Ciudad de Buenos Aires    | Vélez Sarsfield                         | 2                           |        |                                         |                             |                        |                        |  |                                         |                   |                  |                  |  |                                         |                   |                  |                  |  |                                         |                                         |                     |             |  |  |                                         |               |       |
|  | Bandera de la Ciudad de Buenos Aires    | Vélez Sarsfield                         | 2                           |        | Bandera de la Ciudad de Buenos Aires    | Pacífico                    | 1                      |                        |  |                                         |                   |                  |                  |  |                                         |                   |                  |                  |  |                                         |                                         |                     |             |  |  |                                         |               |       |
|  |                                         |                                         |                             |        | Bandera de la Ciudad de Buenos Aires    | Pacífico                    | 1                      |                        |  |                                         |                   |                  |                  |  |                                         |                   |                  |                  |  |                                         |                                         |                     |             |  |  |                                         |               |       |
|  |                                         | Bandera de la Provincia de Santa Fe     | Newell's Old Boys           | 5      |                                         |                             |                        |                        |  |                                         |                   |                  |                  |  |                                         |                   |                  |                  |  |                                         |                                         |                     |             |  |  |                                         |               |       |
|  | Bandera de la Provincia de Santa Fe     | Bandera de la Provincia de Santa Fe     | Newell's Old Boys           | 5      | Newell's Old Boys                       | 4                           |                        |                        |  |                                         |                   |                  |                  |  |                                         |                   |                  |                  |  |                                         |                                         |                     |             |  |  |                                         |               |       |
|  | Bandera de la Provincia de Santa Fe     |                                         |                             |        | Newell's Old Boys                       | 4                           |                        |                        |  |                                         |                   |                  |                  |  |                                         |                   |                  |                  |  |                                         |                                         |                     |             |  |  |                                         |               |       |
|  | Bandera de la Ciudad de Buenos Aires    | Huracán                                 | 0                           |        |                                         |                             |                        |                        |  |                                         |                   |                  |                  |  |                                         |                   |                  |                  |  |                                         |                                         |                     |             |  |  |                                         |               |       |
|  | Bandera de la Ciudad de Buenos Aires    | Huracán                                 | 0                           |        |                                         |                             |                        |                        |  |                                         |                   |                  |                  |  | Bandera de la Ciudad de Buenos Aires    | Estrella de Boedo | 2                |                  |  |                                         |                                         |                     |             |  |  |                                         |               |       |
|  |                                         |                                         |                             |        |                                         |                             |                        |                        |  |                                         |                   |                  |                  |  | Bandera de la Ciudad de Buenos Aires    | Estrella de Boedo | 2                |                  |  |                                         |                                         |                     |             |  |  |                                         |               |       |
|  |                                         | Bandera de la Ciudad de Buenos Aires    | Franja de Oro               | 8      |                                         |                             |                        |                        |  |                                         |                   |                  |                  |  |                                         |                   |                  |                  |  |                                         |                                         |                     |             |  |  |                                         |               |       |
|  | Bandera de la Ciudad de Buenos Aires    | Bandera de la Ciudad de Buenos Aires    | Franja de Oro               | 8      | Nueva Chicago                           | 3                           |                        |                        |  |                                         |                   |                  |                  |  |                                         |                   |                  |                  |  |                                         |                                         |                     |             |  |  |                                         |               |       |
|  | Bandera de la Ciudad de Buenos Aires    |                                         |                             |        | Nueva Chicago                           | 3                           |                        |                        |  |                                         |                   |                  |                  |  |                                         |                   |                  |                  |  |                                         |                                         |                     |             |  |  |                                         |               |       |
|  | Bandera de la Ciudad de Buenos Aires    | 17 de Agosto                            | 5                           |        |                                         |                             |                        |                        |  |                                         |                   |                  |                  |  |                                         |                   |                  |                  |  |                                         |                                         |                     |             |  |  |                                         |               |       |
|  | Bandera de la Ciudad de Buenos Aires    | 17 de Agosto                            | 5                           |        | Bandera de la Ciudad de Buenos Aires    | 17 de Agosto                | 4                      |                        |  |                                         |                   |                  |                  |  |                                         |                   |                  |                  |  |                                         |                                         |                     |             |  |  |                                         |               |       |
|  |                                         |                                         |                             |        | Bandera de la Ciudad de Buenos Aires    | 17 de Agosto                | 4                      |                        |  |                                         |                   |                  |                  |  |                                         |                   |                  |                  |  |                                         |                                         |                     |             |  |  |                                         |               |       |
|  |                                         | Bandera de la Ciudad de Buenos Aires    | Camioneros                  | 2      |                                         |                             |                        |                        |  |                                         |                   |                  |                  |  |                                         |                   |                  |                  |  |                                         |                                         |                     |             |  |  |                                         |               |       |
|  | Bandera de la Ciudad de Buenos Aires    | Bandera de la Ciudad de Buenos Aires    | Camioneros                  | 2      | Camioneros                              | 3                           |                        |                        |  |                                         |                   |                  |                  |  |                                         |                   |                  |                  |  |                                         |                                         |                     |             |  |  |                                         |               |       |
|  | Bandera de la Ciudad de Buenos Aires    |                                         |                             |        | Camioneros                              | 3                           |                        |                        |  |                                         |                   |                  |                  |  |                                         |                   |                  |                  |  |                                         |                                         |                     |             |  |  |                                         |               |       |
|  | Bandera de la Provincia de Buenos Aires | UNLaM                                   | 0                           |        |                                         |                             |                        |                        |  |                                         |                   |                  |                  |  |                                         |                   |                  |                  |  |                                         |                                         |                     |             |  |  |                                         |               |       |
|  | Bandera de la Provincia de Buenos Aires | UNLaM                                   | 0                           |        |                                         |                             |                        |                        |  | Bandera de la Ciudad de Buenos Aires    | 17 de Agosto      | 4 (3)            |                  |  |                                         |                   |                  |                  |  |                                         |                                         |                     |             |  |  |                                         |               |       |
|  |                                         |                                         |                             |        |                                         |                             |                        |                        |  | Bandera de la Ciudad de Buenos Aires    | 17 de Agosto      | 4 (3)            |                  |  |                                         |                   |                  |                  |  |                                         |                                         |                     |             |  |  |                                         |               |       |
|  |                                         | Bandera de la Ciudad de Buenos Aires    | Franja de Oro               | 4 (4)  |                                         |                             |                        |                        |  |                                         |                   |                  |                  |  |                                         |                   |                  |                  |  |                                         |                                         |                     |             |  |  |                                         |               |       |
|  | Bandera de la Provincia de Buenos Aires | Bandera de la Ciudad de Buenos Aires    | Franja de Oro               | 4 (4)  | Country Club                            | 2 (5)                       |                        |                        |  |                                         |                   |                  |                  |  |                                         |                   |                  |                  |  |                                         |                                         |                     |             |  |  |                                         |               |       |
|  | Bandera de la Provincia de Buenos Aires |                                         |                             |        | Country Club                            | 2 (5)                       |                        |                        |  |                                         |                   |                  |                  |  |                                         |                   |                  |                  |  |                                         |                                         |                     |             |  |  |                                         |               |       |
|  | Bandera de la Ciudad de Buenos Aires    | Gimnasia y Esgrima de Vélez Sarsfield   | 2 (4)                       |        |                                         |                             |                        |                        |  |                                         |                   |                  |                  |  |                                         |                   |                  |                  |  |                                         |                                         |                     |             |  |  |                                         |               |       |
|  | Bandera de la Ciudad de Buenos Aires    | Gimnasia y Esgrima de Vélez Sarsfield   | 2 (4)                       |        | Bandera de la Provincia de Buenos Aires | Country Club                | 2                      |                        |  |                                         |                   |                  |                  |  |                                         |                   |                  |                  |  |                                         |                                         |                     |             |  |  |                                         |               |       |
|  |                                         |                                         |                             |        | Bandera de la Provincia de Buenos Aires | Country Club                | 2                      |                        |  |                                         |                   |                  |                  |  |                                         |                   |                  |                  |  |                                         |                                         |                     |             |  |  |                                         |               |       |
|  |                                         | Bandera de la Ciudad de Buenos Aires    | Franja de Oro               | 4      |                                         |                             |                        |                        |  |                                         |                   |                  |                  |  |                                         |                   |                  |                  |  |                                         |                                         |                     |             |  |  |                                         |               |       |
|  | Bandera de la Ciudad de Buenos Aires    | Bandera de la Ciudad de Buenos Aires    | Franja de Oro               | 4      | Franja de Oro                           | 5                           |                        |                        |  |                                         |                   |                  |                  |  |                                         |                   |                  |                  |  |                                         |                                         |                     |             |  |  |                                         |               |       |
|  | Bandera de la Ciudad de Buenos Aires    |                                         |                             |        | Franja de Oro                           | 5                           |                        |                        |  |                                         |                   |                  |                  |  |                                         |                   |                  |                  |  |                                         |                                         |                     |             |  |  |                                         |               |       |
|  | Bandera de la Ciudad de Buenos Aires    | El Talar                                | 2                           |        |                                         |                             |                        |                        |  |                                         |                   |                  |                  |  |                                         |                   |                  |                  |  |                                         |                                         |                     |             |  |  |                                         |               |       |

### Treintaidosavos de final
| Fecha       |  | Local                       | Resultado | Visitante                             |
| ----------- |  | --------------------------- | --------- | ------------------------------------- |
| 26 de junio |  | Ferro Carril Oeste          | 3:3 (5:4) | River Plate                           |
| 26 de junio |  | Boca Juniors                | 7:1       | Ferro Carril Oeste (M)                |
| 26 de junio |  | San Lorenzo de Almagro      | 5:2       | Libertadores                          |
| 26 de junio |  | Racing                      | 6:1       | Merlo                                 |
| 26 de junio |  | Nueva Estrella              | 4:6       | Metalúrgico                           |
| 26 de junio |  | SECLA                       | 6:0       | Tigre                                 |
| 26 de junio |  | Alvear                      | 4:2       | Chacarita Juniors                     |
| 26 de junio |  | Almafuerte                  | 1:5       | Primera Junta                         |
| 26 de junio |  | Franja de Oro               | 5:2       | El Talar                              |
| 26 de junio |  | América del Sud             | 5:2       | All Boys                              |
| 26 de junio |  | Country (B)                 | 2:2 (5:4) | Gimnasia y Esgrima de Vélez Sarsfield |
| 26 de junio |  | Camioneros                  | 3:0       | UNLaM                                 |
| 26 de junio |  | Newell's Old Boys           | 4:0       | Huracán                               |
| 26 de junio |  | Nueva Chicago               | 3:5       | 17 de Agosto                          |
| 26 de junio |  | Independiente               | 6:2       | Estrella Federal                      |
| 26 de junio |  | Pacífico                    | 4:2       | Vélez Sarsfield                       |
| 26 de junio |  | Estrella de Boedo           | 4:1       | 25 de Mayo                            |
| 26 de junio |  | Glorias                     | 2:2 (6:7) | Remeros Alberdi                       |
| 26 de junio |  | Hebraica                    | 7:5       | Argentinos Juniors                    |
| 26 de junio |  | El Ciclón                   | 9:5       | Jockey Club (R)                       |
| 26 de junio |  | Banfield                    | 3:2       | Provincial                            |
| 26 de junio |  | Atlanta                     | 2:2 (2:3) | BPNA                                  |
| 26 de junio |  | Kimberley                   | 4:1       | Círculo de Comunidad                  |
| 26 de junio |  | Monte Viejo                 | 8:4       | USAR                                  |
| 26 de junio |  | Estudiantil Porteño         | 4:3       | Regatas (R)                           |
| 26 de junio |  | Parque                      | 0:2       | Dep. Morón                            |
| 26 de junio |  | Villa La Ñata               | 3:1       | Don Bosco                             |
| 27 de junio |  | Asturiano                   | 2:5       | Platense                              |
| 27 de junio |  | Jorge Newbery               | 7:2       | UAI Urquiza                           |
| 27 de junio |  | Justo José de Urquiza       | 2:2 (4:5) | Sp. Italiano                          |
| 9 de julio  |  | Barracas Central            | 5:1       | Arsenal                               |
| 10 de julio |  | Gimnasia y Esgrima La Plata | 4:3       | Pinocho                               |

### Dieciseisavos de final
| Fecha           |  | Local                       | Resultado   | Visitante             |
| --------------- |  | --------------------------- | ----------- | --------------------- |
| 16 de julio     |  | Racing                      | 5:0         | Justo José de Urquiza |
| 17 de julio     |  | Jorge Newbery               | 4:7         | Estudiantil Porteño   |
| 17 de julio     |  | Kimberley                   | 3:6         | SECLA                 |
| 17 de julio     |  | Pacífico                    | 1:5         | Newell's Old Boys     |
| 17 de julio     |  | Hebraica                    | 5:6         | Metalúrgico           |
| 17 de julio     |  | Estrella de Boedo           | 6:2         | Primera Junta         |
| 17 de julio     |  | Country (B)                 | 2:4         | Franja de Oro         |
| 17 de julio     |  | Gimnasia y Esgrima La Plata | 4:4 (12:11) | El Ciclón             |
| 17 de julio     |  | Platense                    | 7:2         | Monte Viejo           |
| 17 de julio     |  | Independiente               | 3:2         | Remeros Alberdi       |
| 17 de julio     |  | 17 de Agosto                | 4:2         | Camioneros            |
| 17 de julio     |  | Boca Juniors                | 4:0         | Alvear                |
| 17 de julio     |  | San Lorenzo de Almagro      | 6:0         | BPNA                  |
| 17 de julio     |  | Barracas Central            | 6:4         | Villa La Ñata         |
| 18 de julio     |  | América del Sud             | 4:1         | Dep. Morón            |
| 4 de septiembre |  | Ferro Carril Oeste          | 2:2 (5:6)   | Banfield              |

### Octavos de final
| Fecha            | Hora  | Local             | Resultado | Visitante                   |
| ---------------- | ----- | ----------------- | --------- | --------------------------- |
| 4 de septiembre  | 19:30 | SECLA             | 3:4       | Barracas Central            |
| 4 de septiembre  | 20:30 | Estrella de Boedo | 2:1       | Newell's Old Boys           |
| 4 de septiembre  | 21:00 | América del Sud   | 2:2 (4:5) | Metalúrgico                 |
| 4 de septiembre  | 21:30 | Boca Juniors      | 1:1 (4:5) | Gimnasia y Esgrima La Plata |
| 4 de septiembre  | 22:00 | Platense          | 0:6       | Estudiantil Porteño         |
| 4 de septiembre  | 22:00 | 17 de Agosto      | 4:4 (3:4) | Franja de Oro               |
| 10 de septiembre | 21:00 | Racing            | 2:5       | Banfield                    |
| 10 de septiembre | 22:00 | Independiente     | 5:0       | San Lorenzo de Almagro      |

### Cuartos de final
| Fecha            | Hora  | Local             | Resultado | Visitante                   |
| ---------------- | ----- | ----------------- | --------- | --------------------------- |
| 17 de septiembre | 20:00 | Barracas Central  | 6:9       | Metalúrgico                 |
| 17 de septiembre | 22:00 | Estrella de Boedo | 2:8       | Franja de Oro               |
| 18 de septiembre | 20:00 | Independiente     | 3:2       | Gimnasia y Esgrima La Plata |
| 18 de septiembre | 22:00 | Banfield          | 0:1       | Estudiantil Porteño         |

### Semifinal
| Fecha        | Hora  | Local         | Resultado | Visitante           |
| ------------ | ----- | ------------- | --------- | ------------------- |
| 1 de octubre | 22:00 | Independiente | 1:1 (3:2) | Estudiantil Porteño |
| 1 de octubre | 22:00 | Metalúrgico   | 1:7       | Franja de Oro       |

### Final
| Fecha          | Hora  | Local         | Resultado | Visitante     |
| -------------- | ----- | ------------- | --------- | ------------- |
| 6 de noviembre | 20:30 | Independiente | 3:3 (4:5) | Franja de Oro |

|                                   |
|                                   |
| Campeón Franja de Oro 1.er título |